# Lappisträsket
Lappisträsket är en sjö i Kalix kommun i Norrbotten och ingår i Sangisälven-Kalixälvens kustområde. Sjön har en area på 0,383 kvadratkilometer och ligger 12 meter över havet.

## Delavrinningsområde
Lappisträsket ingår i det delavrinningsområde (732526-184611) som SMHI kallar för Mynnar i havet. Medelhöjden är 21 meter över havet och ytan är 6,48 kvadratkilometer. Det finns inga avrinningsområden uppströms utan avrinningsområdet är högsta punkten. Avrinningsområdets utflöde mynnar i havet. Avrinningsområdet består mestadels av skog (93 procent). Avrinningsområdet har 0,38 kvadratkilometer vattenytor vilket ger det en sjöprocent på 5,9 procent.